# Liste der Kardinalskreierungen Pauls III.
Im Verlauf seines Pontifikates kreierte Papst Paul III. folgende Kardinäle:

## 18. Dezember 1534
- Alessandro Farnese
- Guido Ascanio Sforza di Santa Fiora

## 21. Mai 1535
- Nikolaus von Schönberg OP
- Girolamo Ghinucci
- Giacomo Simoneta
- John Fisher
- Jean du Bellay
- Gasparo Contarini
- Marino Ascanio Caracciolo

## 22. Dezember 1536
- Gian Pietro Carafa
- Giovanni Maria Ciocchi del Monte
- Ennio Filonardi
- Jacopo Sadoleto
- Cristoforo Giacobazzi
- Charles de Hémard de Denonville
- Rodolfo Pio
- Reginald Pole
- Rodrigo Luis de Borja y de Castre-Pinós
- in pectore: Girolamo Aleandro
- Niccolò Caetani di Sermoneta

## 13. März 1538
- Girolamo Aleandro (bekanntgegeben)

## 18. Oktober 1538
- Pedro Sarmiento

## 20. Dezember 1538
- Juan Álvarez de Toledo OP
- Pedro Fernández Manrique
- Robert II. de Lénoncourt
- David Beaton
- Ippolito II. d’Este in pectore, veröffentlicht am 15. März 1539
- Pietro Bembo O.S.Io.Hieros.

## 19. Dezember 1539
- Federico Fregóso
- Pierre de La Baume
- Antoine Sanguin de Meudon
- Uberto Gàmbara
- Pierpaolo Parisio
- Marcello Cervini
- Bartolomeo Guidiccioni
- Ascanio Parisani
- Dionisio Neagrus Laurerio OSM
- Enrique de Borja y Aragón
- Giacomo Savelli
- Miguel da Silva

## 2. Juni 1542
- Giovanni Girolamo Morone
- Marcello Crescenzi
- Giovanni Vincenzo Acquaviva d’Aragona
- Pomponio Cecci
- Roberto Pucci
- Tommaso Badia OP
- Gregorio Cortese OSB
- Cristoforo Madruzzo

## 19. Dezember 1544
- Gaspar de Ávalos de la Cueva
- Francisco Mendoza de Bobadilla
- Bartolomé de la Cueva y Toledo
- Georges d’Armagnac
- Jacques d’Annebaut
- Otto Truchsess von Waldburg
- Andrea Cornaro
- Francesco Sfondrati
- Federico Cesi
- Durante Duranti
- Niccolò Ardinghelli
- Girolamo Recanati Capodiferro
- Tiberio Crispo

## 16. Dezember 1545
- Pedro Pacheco de Villena
- Georges II. d’Amboise
- Heinrich I. von Portugal
- Ranuccio Farnese O.S.Io.Hieros.

## 27. Juli 1547
- Charles I. de Guise de Lorraine
- Giulio della Rovere

## 9. Januar 1548
- Charles I. de Bourbon

## 8. April 1549
- Girolamo Verallo
- Giovanni Angelo Medici
- Filiberto Ferrero
- Bernardino Maffei